# You Got It All - The Album
You Got It All - The Album è il secondo album in studio della boy band inglese Union J, pubblicato nel 2014.

## Tracce
1. Tonight (We Live Forever) – 3:20
2. You Got It All – 3:32
3. All About a Girl – 3:15
4. One More Time – 2:32
5. Together – 3:03
6. I Can't Make You Love Me (Bonnie Raitt cover) – 3:52
7. She's In My Head – 3:32
8. Midnight Train – 3:33
9. I Love to Watch You Sleep – 3:24
10. Central Park – 3:23
11. Girl Like You – 4:15
12. YOLO – 3:01
13. Get It Right – 3:16
14. Song for You and I – 2:57
15. It's Beginning to Look a Lot Like Christmas (bonus track) – 2:59

## Classifiche
| Classifica (2014) | Posizione raggiunta |
| ----------------- | ------------------- |
| Regno Unito       | 28                  |